# Heinrich Eisenhöfer
Heinrich Eisenhöfer (* 19. Februar 1893 in Pirmasens; † 28. Mai 1947 in Landsberg am Lech) war ein deutscher SS-Obersturmführer, Leiter der Gefangeneneigenturmsverwaltung und stellvertretender Verwaltungsführer im KZ Mauthausen.

## Leben
Heinrich Eisenhöfer wurde in Pirmasens nahe Kaiserslautern geboren. Nach der Volksschule besuchte er das Gymnasium in Pirmasens, wo er 1911 das Abitur ablegte. Danach absolvierte er offenbar eine kaufmännische Lehre. Im Jahr 1913 wurde Eisenhöfer zum Reichsheer eingezogen, wo er bis zum Kriegsbeginn beim 18. Bayerischen Infanterieregiment diente. Nach der Mobilmachung war er während des Ersten Weltkrieges als Unteroffizier mit dem 5. Bayerischen Infanterieregiment an der Front. Im August 1918 kam er in britische Gefangenschaft, in der er bis zum 30. November 1919 verblieb.
Im Jahre 1920 wurde er Mitglied im Jungdeutschen Orden, 1931 trat er aus diesem aus und in die SS (SS-Nr. 162.304) ein. Zum 1. Mai 1933 trat er der NSDAP bei (Mitgliedsnummer 2.266.758). Ab 1931 war er bei der Stahlwerks-Verband AG in Düsseldorf als Abteilungsleiter für Eisenbahn- und Verkehrsfragen tätig. Im Herbst 1938 nahm er als Reservist bei der Luftwaffe am Einmarsch im Sudetenland teil. Am 1. September 1939 wurde er in die Waffen-SS eingezogen.
Anfang September 1939 trat er seinen Dienst im KZ Mauthausen an, wo er zuerst als Zugführer, dann als Stabsscharführer der 2. Kompanie des SS-Totenkopfsturmbannes fungierte. Nach seiner Beförderung zum SS-Untersturmführer am 30. Januar 1942 war er für ein Jahr als Kompanieführer der 4. Kompanie tätig, die zu diesem Zeitpunkt als Ausbildungskompanie genutzt wurde. Zudem war er zwischen Ende 1942 und August 1943 als Kommandoführer im Steinbruch Wiener Graben eingesetzt. Im Februar 1943 wurde er in die Abteilung IV (Verwaltung) versetzt und Leiter der Gefangeneneigentumsverwaltung. In dieser Funktion war Eisenhöfer für die Verwahrung der persönlichen Besitztümer der Häftlinge, der sogenannten Effekten, verantwortlich. Ende 1944 wurde Eisenhöfer 2. Verwaltungsführer und Kassenleiter.
Am 25. Mai 1945 wurde er in Oberhof bei Gotha von Angehörigen der US Army verhaftet und in das Civil Internment Camp Ohrdruf verbracht. Am 9. Februar 1946 wurde er nach Dachau gebracht, wo er im Rahmen des Mauthausen-Hauptprozesses angeklagt wurde. Vor Gericht gestand er, nicht nur für Hinrichtungen Exekutionskommandos aufgestellt, sondern in mehreren Fällen auch persönlich mitgewirkt zu haben. Am 13. Mai 1946 wurde er zum Tode durch den Strang verurteilt. Das Urteil wurde am 28. Mai 1947 im Kriegsverbrechergefängnis Landsberg vollstreckt.